# Myriophyllum integrifolium
Myriophyllum integrifolium är en slingeväxtart som först beskrevs av J. D. Hook., och fick sitt nu gällande namn av J. D. Hook.. Myriophyllum integrifolium ingår i släktet slingor, och familjen slingeväxter. Inga underarter finns listade i Catalogue of Life.